# Stenosepala hirsuta
Stenosepala hirsuta är en måreväxtart som beskrevs av C.Perss.. Stenosepala hirsuta ingår i släktet Stenosepala och familjen måreväxter. Inga underarter finns listade i Catalogue of Life.